# Agrochola fusconervosa
Agrochola fusconervosa är en fjärilsart som beskrevs av Petersen 1902. Agrochola fusconervosa ingår i släktet Agrochola och familjen nattflyn. Inga underarter finns listade i Catalogue of Life.